# Simpsonovi
Simpsonovi (izvirno angleško The Simpsons) je najdlje trajajoča risana in kasneje animirana televizijska nanizanka in situacijsko-komična nanizanka v televizijski zgodovini ZDA. Trenutno z 29 sezonami in s 622 epizodami od njenega začetka 17. decembra 1989 je hkrati prva animirana serija televizijske mreže Fox Broadcasting Company (FOX). Simpsonove predvajajo v več kot 200 državah po vsem svetu, sinhronizirani pa so v okoli 50 državah. Serija je satira na vse poglede življenja povprečne ameriške družine, kulture, družbe in celo na televizijo samo.
Izvršni producenti serije so Al Jean (trenutna funkcija showrunner-ja), John Frink, James L. Brooks, Matt Groening, Matt Selman in Sam Simon (samo naziv, serijo zapustil leta 1993). Serijo je v vseh letih režiralo kar 39 različnih režiserjev. V 29. letih je serijo ustvarjalo na tisoče ljudi, pod katere se ne šteje oddelkov marketinga in distribucije studijev ali mreže FOX. Vsako epizodo tako pol leta pripravlja kar 500 ljudi, tako je lažje, da lahko posamično epizodo prilagodijo aktualnim tematikam.
V scenaristični pisarni (angleško writers' room) je v vseh letih (do 28. sezone) pisalo 121 scenaristov. Vsaka epizoda je, kot je v klasiki ameriške televizije, štela vse tja do 10 rednih sodelavcev-scenaristov (s funkcijami producenta), vmes pa so prihajali in odhajali gostujoči scenaristi (angleško guest writer), po navadi poznani kot pomembnejši in prepoznavnejši v industriji, na primer: Judd Apatow, Erik Kaplan, Seth Rogen, Evan Goldberg, Ricky Gervais, Robin Stein, Jace Richdale, Greg Daniels in še na desetine drugih. Scenaristi med največ individualno spisanimi epizodami so poleg stvariteljev tudi John Swartzwelder (59 scenarijev), Dan Greaney (44) in Daniel Chun (39).
Simpsonovi so se prvič pojavili 19. aprila 1987 kot kratek skeč v oddaji The Tracey Ullman Show. Leta 1989 je skupina produkcijskih podjetij priredila Simpsonove v polurno serijo za Fox Broadcasting Company. 1. oktobra 2017 je FOX otvoril 29. sezono, katero bo sestavljalo 22 epizod. V Sloveniji so Simpsonove predvajali na Radiotelevizija Slovenija,Kanal A in TV3 Slovenija.

## Podaljšanje serije vse do 30. sezone
Čeprav so imeli ustvarjalci serije s FOX podpisano pogodbo samo za 1 sezono, je 4. novembra 2016 mreža FOX sporočila, da bodo Simpsonove podaljšali še za vsaj 2 sezoni in sicer bo 29. sezona prikazana v programski shemi '2017-18' in 30. sezona (2018-19). Poznavalci pravijo, da je takšno novico bilo za pričakovati, ker je FOX podobno odločitev podal že pred 3 leti, ko je ''obnovil'' 27. in 28. sezono. Al Jean je že pred časom sicer izjavil, da bo 30. sezona ''najverjetneje'' zadnja. FOX ima prav tako tudi privzete vse pravice do distribucije, in sicer vse tja do leta 2028.

Tako so novico sporočili s Fox TV Group:
«To je še eden rekorden zgodovinski trenutek, ki predstavlja to neverjetno serijo. (...) Simpsonovi celotni mreži, studiju in vsem nam pri Fox - pomeni izjemno veliko, in njihov nadaljnji kulturni vpliv na celoten svet je dokaz za čisto brilijanco Matta, Jima in Ala. Čestitke vsem, ki ustvarjajo to serijo, ki podira vsa meja - tako igralski zasedbi in producentom, kot scenaristom in produkcijski ekipi - vi predstavljate najboljšo tvorbo kreativnega talenta v zgodovini televizije. In milijonom oboževalcem po svetu, hvala da ste ostajali pred malimi ekrani v vseh teh letih. Mi pa smo veseli, da vam lahko sporočimo, da v bližnji prihodnosti sledi še mnogo več.»                                              — Dana Walden in Gary Newman, predsednika in člana uprave Fox TV Group, 4.11.2016

## Kulturni vpliv in rekordi
Serija trenutno drži 2 Guinnessova rekorda: najdlje neprekinjeni trajajoči animirani igrani TV program in serija z najbolj številčno gostujočo igralsko zasedbo (v 28 letih skupaj). Serija ima trenutno 160 zmag in 275 nominacij iz naslova industrijskih nagrad, od tega 85 nominacij in 32 zmag nagrade Emmy (Primetime Emmy Awards) in 33 zmag nagrad Annie za odličnost v animaciji. James L. Brooks, izvršni producent serije je trenutni rekorder, ki ima največ samostojno-prejetih ''primetime emmy-jev'', kar 20. Deset jih je prejel v vlogi producenta Simpsonovih, preostalo v vlogi drugih TV del.
Simpsonovi je bila tudi prva animirana serija, ki je prejela nagrado Peabody, leta 2000 pa so glavni liki družine Simpsonovih zaslužili svoje mesto na Pločniku slavnih (oziroma ''Hollywoodska Aleja slavnih'') v Los Angelesu. Ameriška revija Time je leta 1999 Simpsonove nagradila z nazivom najboljše serije stoletja, lik Barta Simpsona pa so vključili in označili kot enega izmed 100 najbolj vplivnih ljudi na svetu. Bart je bil edini fikcijski lik na seznamu najvplivnejših. Britanska revija Empire pa je leta 2016 serijo imenoval kot 4. najboljšo v sami zgodovini televizije. Entertainment Weekly je Homerja Simpsona leta 2010 proglasil za najboljši TV lik zadnjih 20 let. Revija TV Guide pa je serijo počastil z laskavim nazivom najboljše TV animirane serije kadarkoli in 10. najboljše vseh časov.

## Simpsonovi kot''institucija''
Poznavalci pa Simpsonovim ne pravijo zastonj ''institucija'', saj - čeprav jim osnovna gledanost v ZDA pada in bi jih lahko že zdavnaj prenehali producirati, pravijo, da ta kultna serija tako mreži FOX, kot producentom - največji delež profitabilnosti predstavlja ravno TV sindikacija iz več kot 200 držav po svetu in licenciranje blaga in storitev - in ne oglaševalski denar, s katerim bi si že v osnovi težko pokrili proračunske stroške.

### Prihodki blagovne znamke
StatisticBrain.com je 20. maja 2016 po navedbah virov 20th Century Fox Television pridobil podatke, ki zajemajo vse prihodke blagovne znamke 'Simpsonovi' do konca 26. sezone.
- Oglaševalski prihodki (iz naslova originalnega enkratnega predvajanja): $5,760,000,000
- Prihodki filma ''The Simpsons Movie'': $527,000,000
- Prihodki od digitalne prodaje in DVD & Blu-Ray nosilci - film: $96,400,000
- Prihodki od digitalne prodaje in DVD & Blu-Ray nosilci - serija: $994,250,000
- Prihodki od prodaje in licenciranja blaga in storitev: $4,725,000,000
- Prihodki z licenciranja TV sindikacije: $1,150,000,000

SKUPAJ: $13,015,000,000 (vrednost blagovne znamke do konca 26. sezone; dandanes je zagotovo še višja; neupoštevajoča inflacija)

## Jubilejna 600. epizoda
Jubilejna 600. epizoda v okviru vsakoletnega ''Treehouse of Horror'' je bila originalno prikazana 16. oktobra 2016. Epizoda je v originalnem predvajanju v ZDA imela 7.51 milijona gledalcev, kar je predstavljajo 3.1% gledanost (rating) in 10% delež.
To je bila hkrati tudi prva televizijska izkušnja na svetu, kjer so gledalci del epizode imeli moč ogledati v virtualni resničnosti (VR) (360-stopinjski kot), s pomočjo posebnih očal. FOX je pri tem ''poskusu'' sodeloval z internetnim gigantom Google.
Eden izmed pomembnejših dosežkov jubilejne epizode je, da se Simpsonovi bližajo novemu rekordu. Serija je komaj 2. v zgodovini ameriške televizije, ki je dosegla 600 epizod v kategoriji igrane oddaje v najbolj gledanem večernem terminu (''primetime''). Na prvem mestu je CBS-ov Gunsmoke, ki je oddajal 20 let od leta 1955-75. Z novico, da bodo Simpsonovi oddajali še vsaj 2 leti, bodo tako presegli Gunsmoke, ki šteje 635 epizod in osvojili prvo mesto, ki je že 41 let nepremagano. Simpsonovi bodo do konca 30. sezone tako šteli 669 epizod.

## Prihodki celovečernega filma
Ustvarjalci serije so leta 2007 realizirali tudi celovečerni film The Simpsons Movie, ki je v blagajne kinematografov prinesel kar 527 milijonov ameriških dolarjev, od tega 183 iz ZDA/Kanade in 344 iz mednarodnih teritorijev. Slovenski kinematografi so v skupno blagajno prispevali približno 225 tisoč ameriških dolarjev (neupoštevajoča inflacija). Produkcijski proračun filma je sicer znašal 75 milijonov (pred distribucijskimi in marketinškimi stroški).

## Povprečna gledanost v ZDA
| Sezona | Časovni pas (ET) | Premiera sezone    | Finale sezone   | TV sezona | Št. epizod | Povpr. št. gledalcev (v mio.) | Najbolj gledana epizoda              | Gledalci (v mio.) |
| ------ | ---------------- | ------------------ | --------------- | --------- | ---------- | ----------------------------- | ------------------------------------ | ----------------- |
| 1      | 21:30 (nedelje)  | 17. december 1989  | 13. maj 1990    | 1989–90   | 13         | 27.8                          | "Life on the Fast Lane"              | 33.5              |
| 2      | 20:00 (torki)    | 11. oktober 1990   | 11. julij 1991  | 1990-91   | 22         | 24.4                          | "Bart Gets an F"                     | 33.6              |
| 3      | 20:00 (torki)    | 19. september 1991 | 27. avgust 1992 | 1991-92   | 24         | 21.8                          | "Colonel Homer"                      | 25.5              |
| 4      | 20:00 (torki)    | 24. september 1992 | 13. maj 1993    | 1992-93   | 22         | 22.4                          | "Lisa's First Word"                  | 28.6              |
| 5      | 20:00 (torki)    | 30. september 1993 | 19. maj 1994    | 1993-94   | 22         | 18.9                          | "Treehouse of Horror IV"             | 24.0              |
| 6      | 20:00 (nedelje)  | 4. september 1994  | 21. maj 1995    | 1994-95   | 25         | 15.6                          | "Treehouse of Horror V"              | 22.2              |
| 7      | 20:00 (nedelje)  | 17. september 1995 | 19. maj 1996    | 1995-96   | 25         | 15.1                          | "Treehouse of Horror VI"             | 19.7              |
| 8      | 20:00 (nedelje)  | 27. oktober 1996   | 18. maj 1997    | 1996-97   | 25         | 14.5                          | "The Springfield Files"              | 20.9              |
| 9      | 20:00 (nedelje)  | 21. september 1997 | 17. maj 1998    | 1997-98   | 25         | 16.3                          | "The Two Mrs. Nahasapeemapetilons"   | 19.8              |
| 10     | 20:00 (nedelje)  | 23. avgust 1998    | 16. maj 1999    | 1998-99   | 23         | N/A                           | "Maximum Homerdrive"                 | 15.5              |
| 11     | 20:00 (nedelje)  | 26. september 1999 | 21. maj 2000    | 1999-00   | 22         | N/A                           | "The Mansion Family"                 | 18.4              |
| 12     | 20:00 (nedelje)  | 1. november 2000   | 20. maj 2001    | 2000-01   | 21         | 15.5                          | "Worst Episode Ever"                 | 18.6              |
| 13     | 20:00 (nedelje)  | 6. november 2001   | 22. maj 2002    | 2001-02   | 22         | 12.5                          | "The Parent Rap"                     | 14.9              |
| 14     | 20:00 (nedelje)  | 3. november 2002   | 18. maj 2003    | 2002-03   | 22         | 14.4                          | "I'm Spelling as Fast as I Can"      | 22.1              |
| 15     | 20:00 (nedelje)  | 2. november 2003   | 23. maj 2004    | 2003-04   | 22         | 11.0                          | "I, (Annoyed Grunt)-Bot"             | 16.3              |
| 16     | 20:00 (nedelje)  | 7. november 2004   | 15. maj 2005    | 2004-05   | 21         | 10.2                          | "Homer and Ned's Hail Mary Pass"     | 23.07             |
| 17     | 20:00 (nedelje)  | 11. september 2005 | 21. maj 2006    | 2005-06   | 22         | 9.55                          | "Treehouse of Horror XVI"            | 11.63             |
| 18     | 20:00 (nedelje)  | 10. september 2006 | 20. maj 2007    | 2006-07   | 22         | 9.15                          | "The Wife Aquatic"                   | 13.90             |
| 19     | 20:00 (nedelje)  | 23. september 2007 | 18. maj 2008    | 2007-08   | 20         | 8.37                          | "Treehouse of Horror XVIII"          | 11.7              |
| 20     | 20:00 (nedelje)  | 28. september 2008 | 17. maj 2009    | 2008-09   | 21         | 7.1                           | "Treehouse of Horror XIX"            | 12.4              |
| 21     | 20:00 (nedelje)  | 27. september 2009 | 23. maj 2010    | 2009-10   | 23         | 7.1                           | "Once Upon a Time in Springfield"    | 14.62             |
| 22     | 20:00 (nedelje)  | 26. september 2010 | 22. maj 2011    | 2010-11   | 22         | 7.09                          | "Moms I'd Like to Forget"            | 12.6              |
| 23     | 20:00 (nedelje)  | 25. september 2011 | 20. maj 2012    | 2011-12   | 22         | 6.15                          | "The D'oh-cial Network"              | 11.48             |
| 24     | 20:00 (nedelje)  | 30. september 2012 | 13. maj 2013    | 2012-13   | 22         | 5.41                          | "Homer Goes to Prep School"          | 8.97              |
| 25     | 20:00 (nedelje)  | 29. september 2013 | 18. maj 2014    | 2013-14   | 22         | 5.02                          | "Steal This Episode"                 | 12.04             |
| 26     | 20:00 (nedelje)  | 28. september 2014 | 17. maj 2015    | 2014-15   | 22         | 5.61                          | "The Man Who Came to Be Dinner"      | 10.62             |
| 27     | 20:00 (nedelje)  | 27. september 2015 | 22. maj 2016    | 2015-16   | 22         | 4.00                          | "Teenage Mutant Milk-Caused Hurdles" | 8.33              |
| 28     |                  | 25. september 2016 | 21. maj 2017    | 2016-17   | 22         | 4.80                          | "Pork and Burns"                     | 8.19              |

Opomba: Vsi podatki gledanosti veljajo zgolj za gledalce, ki so si epizodo/epizode ogledali v živo ali so si posnetek ogledali z zamikom/posneto na disku (DVR) do najkasneje 3. ure zjutraj. Na gledanost lahko vpliva tudi dejstvo, da je le-ta vedno merjena v krogu ciljne publike v starostni skupini 18-49 let, zato lahko končni podatki varirajo in so navadno višji od prikazanih tudi za +100%. Naročniki izkazov gledanosti in deleža (TV mreže) nekaj dni kasneje prejmejo tudi podatke gledanosti z zamikom/posnetkom na disku v času treh dni od originalnega predvajanja (LIVE+3) in za čas sedmih dni (LIVE+7).

## Liki
SIMPSONOVI
- Homer Simpson (polno ime: Homer Jay Simpson)
- Marge Simpson (polno ime: Marjorie Jacqueline Simpson Bouvier)
- Bart Simpson (polno ime Bartholomew JoJo Simpson)
- Lisa Simpson (polno ime Lisa Marie Simpson)
- Maggie Simpson (polno ime Margaret Simpson)
- Abraham (dedek) Simpson
- Mona Simpson
- Kepica (druga)
- Božičkov pomočnik

BOUVIERJEVI
- Patty Bouvier,
- Selma Bouvier,
- Jacqueline Bouvier,
- Ling Bouvier,
- Jab Jab,
- Clancy Bouvier

OSTALI SORODNIKI
- Herb Powell, Abbie Simpson
- Edwina
- Rita LaFleur
- CyrusZvezda na Pločniku slavnih v Los Angelesu, Kalifornija.
- Stric Tyrone
- Dr. Simpson
- Chet

OTROCI
- Milhouse Van Houten
- Nelson Muntz
- Martin Prince
- Database
- Ralph Wiggum
- Kearney Zzyzwicz
- Jimbo Jones
- Dolph Starbeam
- Shauna Chalmers
- Jeremy Freedman (Najstnik z jecavim glasom)
- Sherri
- Terri
- Greta Wolfcastle
- Uter
- Janey Powell
- Wendell
- Lewis
- Becky
- Alison Taylor
- Nina Skalka
- Richard
- Nikki McKenna
- Allison Taylor
- Laura Powers
- Gina Vendetti
- Kearney Zzyzwicz ml.
- Kearneyev drugi sin
- (Bart Simpson)
- (Lisa Simpson)
- (Mary Spuckler)
- (Jay)
- (Simon Woosterfield)
- (Quenley Woosterfield)
- (Devon Woosterfield)

ZAPOSLENI OSNOVNE ŠOLE
- Ravnatelj Seymour Skinner
- Nadzornik Gary Chalmers
- Gdč. Edna Krabappel
- Gdč. Elizabeth Hoover
- Hišnik Willie
- Otto Mann
- Dewey Largo
- Kuharica Doris
- Brunella Pummelhurst
- Trener Krupt
- Gdč. McConell
- Myra
- Dr. Loren Pryor
- Ravnatelj Dondelinger (srednja šola)

NUKLEARNA ELEKTRARNA
- G. Montgmoery Burns
- Waylon Smithers ml.
- Lenny Leonard
- Carl Carlson
- Frank Grimes sr.
- Ruth Powers
- Mindy Simmons
- Blinky
- Charlie

PIJANCI
- Moe
- Barney Gumble
- Sam
- Larry
- (Homer Simpson)
- (Lenny Leonard)
- (Carl Carlson)

LASTNIKI TRGOVIN
- Prodajalec stripov
- Luigi Rižota
- G. Costington
- Akira
- Raphael
- Trener Lugash
- (Apu)
- (Lindsay Neagle)
- (Cookie Kwan)

JAVNI USLUŽBENCI
- Župan Joe Quimby
- Šef Clancy Wiggum
- Policist Lou
- Policist Eddie
- Miss. Springfield
- Ga. Quimby
- K2

FLANDERSOVI
- Ned Flanders
- Rodd Flanders
- Todd Flanders
- Maude Flanders

APUJEVA DRUŽINA
- Apu
- Manjula
- Sanjay
- Jay
- Osmerčki

DRUŽINA VAN HOUTEN
- Kirk Van Houten
- Luann Van Houten
- (Milhouse Van Houten)

STAREJŠI
- Agnes Skinner
- Jasper Beardley
- Hans Moleman
- Stari jud
- Rabin Hyman Krustofsky
- (Abraham (dedek) Simpson)
- (Mona Simpson)
- (Jacqueline Bouvier)
- (Clancy Bouvier)

SLAVNI
- Klovn Krusty
- Pomočnik Mel
- G. Teeny
- Kent Brockman
- Rainer Wolfcastle
- Čmrlj-Človek
- Duffman
- Arnie Pie
- Lurleen Lumpkin
- Drederick Tatum
- Paris Texas
- Declan Desmond
- Boobarella
- Disko Stu
- Troy McClure
- Gabbo
- Arthur Crandall
- Bill
- Marty
- Opal
- Pomočnik Raheem
- (Pomočnik Bob Terwilliger)

BOGATAŠI
- Bogati Texašan
- Hank Scorpio
- Artie Ziff
- Simon Woosterfield
- Quenley Woosterfield
- Devon Woosterfield
- (G. Montgomery Burns)
- (Paris Texas)
- (vsi slavni)

ČUDAKI
- Kapitan
- Ja tip (Frank Nelson tip)
- Herman
- Ga. Muntz
- G. Muntz
- Nora gospa z mačkami (Eleanor Abernathy)
- Julio
- (Cletus Spuckler)
- (Brandine Spuckler)
- (Diabetty Spuckler)
- (Gil)

MAFIJA
- Debeli Toni D' Amico-(don)
- Legs
- Louie
- Frankie
- Johnny
- Micheael D' Amico
- Fit Toni D' Amico
- Don Vittorio DiMaggio
- Jimmy

ZLOČINCI
- Kobra
- Gloria
- Pomočnik Bob Terwilliger
- Cecil Terwilliger
- Francesca Terwilliger
- Gino Terwilliger
- Dr. Robert Terwilliger
- Dame Judith Underdunk Terwilliger

ITCHY IN SCRATCHY ŠOV
- Itchy
- Scratchy
- Poochie

PRAVNI DELAVCI
- Sodnik Snyder
- Odvetnik z modrimi lasmi
- Gil
- Sodnica Constance Harm
- Lionel Hutz

ZDRAVNIKI
- Dr. Nick
- Dr. Marvin Monroe
- (Dr. Julius Hibbert)

CERKVENI DELAVCI
- Duhovnik Lovejoy
- Helen Lovejoy
- Oče Sean

GENIJI
- Profesor Jonathan Frink
- Stephen Hawking
- (Lisa)
- (Dr. Julius Hibbert)
- (Prodajalec stripov)
- (Ravnatelj Seymour Skinner)
- (Lindsay Naegle)
- (Martin Prince)
- (Pomočnik Mel)
- (Ned Flanders)
- (Moe Szylak)

SPUCKLERJEVI
- Cletus Spuckler
- Brandine Spuckler
- Diabbety Spuckler
- 70 otrok (Mary Spuckler...)

HIBBERTOVA DRUŽINA
- Dr. Julius Hibbert
- Bernice Hibbert
- Chester Dupree

SPRINGFIELDSKO VIŠAVJE
- Lindsay Naegle
- Cookie Kwan

NEZEMLJANI
- Kang
- Kodos

SUPERHEROJI
- Radioaktivni man
- Fallout boy
- Bartman
- Pita man
- Every man
- Harry Plopper

IRCI
- Tom O' Flanagan
- Leprikon
- Severno Irski Leprikon
- Moderni Leprikon
- Sodnik Krompirjeva glava